# Echinotheridion urarum
Echinotheridion urarum là một loài nhện trong họ Theridiidae.
Loài này thuộc chi Echinotheridion. Echinotheridion urarum được miêu tả năm 1989 bởi Buckup & Marques.